# Переулок Чугунова
Переу́лок Чугуно́ва — переулок в Трусовском районе Астрахани. Начинается от перекрёстка Горской и Оленегорской улиц недалеко от правого берега Волги и идёт с юго-востока на северо-запад, пересекая улицы Дзержинского, Черниковскую, Аристова, Комсомольскую, Пирогова и Луначарского и заканчивается у Абазанской улицы на берегу ерика Солянка к югу от парка имени Ленина. 
В застройке переулка Чугунова преобладают малоэтажные здания, в том числе построенные в дореволюционный период, имеются памятники архитектуры. 
Переулок не следует путать с одноимённой улицей в центральной части города на противоположном берегу Волги.

## История
До 1933 года переулок носил имя Григория Евсеевича Зиновьева, затем был переименован в честь другого революционера — астраханца Петра Петровича Чугунова.

## Застройка
- дом 21/36/20 —  памятник архитектуры Ансамбль церкви во имя Преображения Господня (конец XIX — начало XX вв.)

## Транспорт
По переулку Чугунова движения общественного транспорта нет. Ближайшие остановки маршрутных такси «Трусовский рынок» и «Кафе „Встреча“» находятся на поперечных улицах Дзержинского и Пирогова.